# 林惠嘉
林惠嘉（英語：Jane Lin，1956年1月23日—），臺灣旅美分子生物學學家，臺北人，仍保有中華民國國籍，於1986年起服務於紐約醫學院，後為病理學研究教授，專門研究神經元性疾病（neuronal diseases）之病理生理學。其丈夫為國際知名導演李安，兩人於1983年8月19日在紐約市政府公證結婚。

## 學經歷與家庭
林惠嘉畢業於臺北市立第一女子高級中學與國立臺灣大學農業化學系（1978年），並先後取得美國伊利諾大學香檳分校微生物學碩士與博士學位。林惠嘉與1979年赴該校戲劇系大學部就讀的李安因同為從臺灣來的球隊參加世界青少棒大賽加油而認識。好友與日後的《喜宴》編劇馮光遠說：「李安和林惠嘉結婚時，我們都恭喜他找到惠嘉這張長期飯票！」婚後育有二子，分別是李涵（1984年）與李淳（1990年）。林惠嘉在伊利諾州香檳市生產那天自己開車去醫院，進了醫院還先熟悉環境才登記住院。快分娩時，婦產科醫生見她身邊完全沒有親人，以為她是棄婦。

## 支持李安電影夢
林惠嘉在李安畢業後六年的家庭主夫時期擔負起養家糊口的重責大任。這樣的情況在臺灣有些尷尬，給這對夫妻帶來些壓力，但由於林惠嘉的支持和理解，李安得以追逐他的電影夢，他說「我如果是日本丈夫，早應該切腹了。」
林惠嘉曾抱著小兒子李淳在李安所導《喜宴》（1993）一片中客串。
李安感性的說，太太很獨立，反倒是我非常的依靠她。他形容林惠嘉「很酷」，一點也不覺得自己的導演老公有什麼了不起。「她不罵我事情太多、不顧家就好了！其實平時很難找到她，都待在實驗室裡，而家裡也沒請佣人，所有家事都得自己動手。」電影《臥虎藏龍》裡俞秀蓮的溫柔婉約、玉嬌龍的蠻悍嬌態，綜合起來就是李安眼中的林惠嘉。糟糠之妻的相伴，讓李安在花花綠綠的電影圈中更加謹慎。李安說電影圈常有人問他現在的太太是誰，聽說他沒換人，都很驚訝。
李安最感激林惠嘉給他無限的創作空間，他說：「我拍《臥虎藏龍》時到大陸一個月，工作人員說如果他去，他老婆就要離婚。但我太太只跟我說『那你就去吧』。」當北一女「北美校友會」因為林惠嘉支助李安成功而頒發傑出校友獎給她時，林惠嘉不以為然地說：「我不是他的支持者，我只是不管他。」 "I leave him alone."
李安於2013年2月24日再次獲選奧斯卡最佳導演，他大方地在頒獎臺上對林惠嘉說「我們今年夏天就要結婚30年了，我愛妳！」（...my wife Jane Lin. -- We'll be married 30 years this summer. I love you.）到後台被媒體拱親吻，李安相當放的開，毫不猶豫的往一臉尷尬的林惠嘉臉頰親下去。他說：「我很愛我老婆啦，我不會說很甜言蜜語的，可她是我精神上一個支柱。我很珍惜一路走來，不管是太太，還是以前的朋友，從我什麼都沒有的時候，不離不棄。」李安還在臺上表示「我無法在少了臺灣的協助下完成這部電影。我們是在那兒拍攝的。我要感謝在臺灣曾協助過我們的每一位；尤其是臺中市。... 我在臺灣的家人...」（I cannot make this movie without the help of Taiwan. We shot there. I wanna thank everybody there who helped us, especially the city of Taichung...my family in Taiwan...）李安的媽媽開心地說：「李安和惠嘉兩人這輩子也算對國家有點貢獻了。」

## 公眾活動
2004年3月8日國際婦女節，紐約市公共廣播電台特別製播了30分鐘的節目「如何成為美國人-- 台美人婦女的故事」（On becoming Americans-Stories of Taiwanese American women），介紹五位臺灣移民婦女在美國奮鬥及發展的心路歷程，第一位受訪者就是林惠嘉。在李安最艱辛的六年裡，林惠嘉獨自挑起家計，並鼓勵先生追求他在影藝界的夢想。即使丈夫成名後，林惠嘉還是繼續追求自己的理想，現在還在作細胞學的研究。
2011年11月，中華民國外交部駐紐約臺北經濟文化辦事處邀請臺灣友邦駐聯合國常任代表團及「外交領事婦女團」（The Consular Women's Club）於「臺灣書院」與林惠嘉暢談她一路陪伴李安從事電影創作的歷程。林惠嘉說「他只會做兩件事，一個就是拍電影，一個就是燒飯。」她笑說老公真不知道做什麼用的，需要他的時候他永遠不在，所以她早已練就一身好武藝，學會獨自撫養小孩，還能同時兼顧自己的事業。林惠嘉表示自己是位臺灣的鄉下人，不會說大道理。當年李安畢業後決定留在美國發展，她什麼都沒考慮就帶著孩子到了紐約。開始時借住朋友家，各方面都不適應，內心感到十分痛苦。在那段艱辛的日子裡，林惠嘉在一家小研究室做藥物研究員，薪水少得可憐。李安為緩解內心的愧疚，每天除了在家裡讀書、看電影、寫劇本外，還包攬所有家務，負責買菜做飯帶孩子，將家裡收拾得乾乾淨淨。每天傍晚做晚飯後，李安就和大兒子李涵坐在門口，一邊講故事給兒子聽，一邊等待「英勇的獵人媽媽帶著獵物（生活費）回家」。
林惠嘉有時會陪同李安參加重要慶典，如法國文化藝術騎士勳章授勳等。

## 相關書籍
- 2002年11月16日，《十年一覺電影夢：李安》，張靚蓓編著，時報出版，ISBN 9571338036。